# Роговской район
Роговской район — административно-территориальная единица в составе Азово-Черноморского и Краснодарского краёв, существовавшая в 1934—1953 годах. Центр — станица Роговская
Роговский район был образован 28 декабря 1934 года в составе Азово-Черноморского края. В его состав вошли 3 сельсовета: Бейсугский, Новоджерелиевский и Роговской.
13 сентября 1937 года Роговской район вошёл в состав Краснодарского края.
22 августа 1953 года Роговской район был упразднён. При этом Гарбузовобалковский, Малобейсугский и Новоджерилиевский с/с были переданы в Брюховецкий район, а Роговский с/с — в Тимашёвский район.